# Société pour l'amitié germano-soviétique
La Société pour l'amitié germano-soviétique (en allemand Gesellschaft für Deutsch-Sowjetische Freundschaft, DSF) est une organisation de masse en République démocratique allemande censée transmettre aux citoyens des connaissances sur la culture et la société de l'Union soviétique.

## Fonction politique
Le DSF est a pour but transmettre la vérité communiste sur l'Union soviétique aux larges masses afin de réduire les attitudes antisoviétiques de la population. À cette fin, les membres sont recrutés de manière intensive, plus tard dès l'école.
La tendance à la sollicitation massive des membres se poursuit même après la fin de la guerre froide pendant la détente et la coexistence pacifique. Désormais, la DSF doit promouvoir l'amitié et la coopération entre la RDA et l'URSS, diffuser les connaissances sur l'Union soviétique et inculquer un comportement socialiste et communiste. Le nombre de membres passe de 3,5 millions en 1970 à 6,4 millions en 1988.
Ce nombre montre la pression pour y adhérer. Quiconque ne veut pas devenir membre doit le justifier. Un refus d'adhésion est mis en cause par les responsables du parti et des syndicats ainsi que par les chefs d'État, mais ne conduit pas automatiquement à des problèmes pour le citoyen de la RDA concerné. L'adhésion à la DSF vise à exprimer la solidarité avec le système socialiste et le  «premier État socialiste» et est demandée par divers moyens. Par exemple, c'est une exigence fondamentale que les ouvriers, les agriculteurs et les employés des brigades soient également membres de la DSF, sinon leur brigade a peu de chances d'être reconnue en tant que collectif de travail socialiste.

## Organisation
La DSF est divisée en unités de base, en organisations de district et d'arrondissement ainsi qu'en un conseil central avec un président et un secrétaire général élus tous les cinq ans par un congrès. Le conseil central a son siège à Berlin-Mitte dans la maison centrale de la DSF, dans le Palais am Festungsgraben jusqu'en 1981. Elle est ensuite au Mohrenstrasse 63. Il y a une maison de la DSF dans chaque ville de district.

### Présidents
| Photo | Nom                                | Début du mandat | Fin du mandat |
| ----- | ---------------------------------- | --------------- | ------------- |
|       | Jürgen Kuczynski (1904–1997)       | 1947            | 1950          |
|       | Friedrich Ebert junior (1894–1979) | 1950            | 1958          |
|       | Georg Ulrich Handke (1894-1962)    | 1958            | 1962          |
|       | Johannes Dieckmann (1893-1969)     | 1963            | 1968          |
|       | Lothar Bolz (1903-1986)            | 1968            | 1978          |
|       | Erich Mückenberger (1910-1998)     | 1978            | 1989          |
|       | Cyrill Pech (d)                    | 1990            | 1992          |

## Histoire
La DSF est créée le 2 juillet 1949 à partir de la Société pour l'étude de la culture de l'Union soviétique (Gesellschaft zum Studium der Kultur der Sowjetunion) fondée le 30 juin 1947 et est la deuxième organisation de masse en RDA avec environ 6 millions de membres (1985) après le Freier Deutscher Gewerkschaftsbund. En tant que société d'amitié numériquement et politiquement la plus importante, elle est membre de la Ligue pour l'amitié des peuples de la RDA.
Une organisation ouest-allemande est fondée lors du premier congrès constitutif en septembre 1950, à Homberg, en République fédérale d'Allemagne. Il n'est interdit que dans quelques Länder.
À Berlin-Ouest, la DSF est une société d'amitié germano-soviétique jusqu'en 1990, une association basée sur le droit allié. Elle gère la galerie Maïakovski sur le Kurfürstendamm.
Outre les aspects politiques (en particulier l'agitation et la propagande), la Société pour l'amitié germano-soviétique organise des activités culturelles et sportives dans les villes, les communes et les écoles, visant à faire connaissance avec les peuples et les cultures des deux pays. En 1970, il y a eu 394 000 événements, le nombre total est passé à 1 161 262 en 1988, dont, par exemple :
- Sous le slogan « Apprendre de l'Union soviétique signifie apprendre à gagner », des voyages d'études, des cours de langue et des événements culturels sont organisés pour le 3e congrès début 1951.
- Chaque année, en mai, il y a une semaine d'amitié germano-soviétique dans toute la RDA.
- En collaboration avec l'Organisation des pionniers Ernst Thälmann et la FDJ, la DSF initie des correspondances entre enfants et jeunes allemands et soviétiques dans les écoles (en particulier dans les cours de russe).
- Avec les « trains de l'amitié », chaque année les enfants vont dans l'autre pays pour passer l'été dans des camps de vacances internationaux.

En fait, de nombreux membres sont simplement passifs et n'assistent jamais à un événement. L'adhésion offre aux citoyens de la RDA la possibilité de démontrer « l'activité sociale » parfois utile à un niveau minimum. D'autre part, des éléments de la culture du travail et de la vie quotidienne de l'URSS sont transférés à la vie en RDA par la DSF, où ils sont en partie rejetés, mais en partie modifiés ou repris directement.
La principale distinction est l'Insigne d'honneur de la Société pour l'amitié germano-soviétique dans les rangs d'argent et d'or, qui est décernée aux membres pendant la semaine de l'amitié germano-soviétique.
À la fin des années 1980, des citoyens de la RDA rejoignent la Société pour l'amitié germano-soviétique pour soutenir la glasnost et la perestroïka de Mikhaïl Gorbatchev et pour rejeter clairement le gouvernement de la RDA. Cette nouvelle politique soviétique ayant été ouvertement rejetée par le parti de la RDA et la direction de l'État, la DSF se retrouve dans une situation ambivalente. Seules des informations sont  fournies, on évite toute déclaration ou discussion sur la situation en RDA. Après die Wende, la Société pour l'amitié germano-soviétique, comme la plupart des organisations de masse en RDA, perd la majorité de ses membres pour la plupart seulement payants. Le silence ordonné d'en haut conduit des fonctionnaires peu importants de la société à la base et de nombreux membres à l'incompréhension et aux conflits.
Le 16 novembre 1989, le président Erich Mückenberger annonce sa démission dans une lettre adressée au bureau central. Lors d'une réunion du Conseil central le 29 novembre 1989, il est remplacé par le secrétariat et un comité de travail de dix personnes prend la direction provisoire. Pour la première fois, un congrès extraordinaire est convoqué. Il a lieu le 27 janvier 1990 à Schwerin. Les décisions les plus importantes sont l'approbation des délégués pour la pérennité de la Société, la volonté de renouvellement, un nouveau statut et l'élection d'un comité central considérablement réduit avec 33 membres et un président indépendant. Le pasteur Cyrill Pech de Berlin-Marzahn devient président. Les « maisons de l'amitié » utilisées par la société sont rendues aux Länder et aux municipalités, le nombre de membres tombe à 20 000 en novembre 1991. Malgré les résolutions du congrès extraordinaire et les activités des nouveaux comités, le processus de renouvellement de la société dans son ensemble est extrêmement lourd et contradictoire.
Après la réunification allemande, elle continue à travailler en tant qu'association enregistrée sur une base fédérale dans les nouvelles associations régionales de Berlin, Brandebourg, Mecklembourg-Poméranie-Occidentale, Saxe, Saxe-Anhalt et Thuringe. Une assemblée extraordinaire de l'Association fédérale décide le 28 mars 1992 de changer le nom de la Société pour l'amitié germano-soviétique en « Ponts vers l'Est - Fédération des sociétés pour la compréhension internationale ». Elle est dissoute le 31 décembre 1992. Une partie de la propriété est transférée à la fondation West-Östliche Begegnungen.